# Mathias Pierre
Mathias Pierre, né le 3 avril 1967 à Haïti, est un entrepreneur et un auteur. Il a été candidat à l'élection présidentielle haïtienne de 2015.
Ministre Délégué auprès du Premier Ministre Chargé des Questions Électorales et des Relations avec les Partis Politiques, 13 janvier 2021.
Président du Groupe GaMa, Pierre a reçu la reconnaissance de l'esprit d'entreprise. Mathias Pierre construit la Fondation ETRE Ayisyen qui tente d'améliorer le développement social. 
Il a écrit Le Pouvoir du Rêve (The Power of a Dream) qui a été publié en anglais et en français.
Il a fondé sa première entreprise, GaMa Consulting S.A. En 1998 et GaMa Entreprises s.a./KAYTEK en 2012, il est le président et fondateur de GaMa Groupe, qui se compose de quatre branches principales: GaMa Consulting S.A., GaMa Entreprises, Fondation ETRE Ayisyen, et son dernier projet, KayTek Immobilies S.A
KayTek souligne développement social. Il englobe le développement du secteur de la construction haïtienne par la formation des ingénieurs haïtiens, la promotion de l'esprit d'entreprise, et la réponse au besoin de logements.
Au cours des présidentielles haïtiennes de 2015, il a pris son retrait et rejoint le parti Pitit Desalin dirigé par l'ancien Sénateur du Nord d’Haïti Moise Jean Charles. Par suite, il a reconnu la présidence de Jovenel Moise en janvier 2017 et continue le combat pour un pacte pour le développement et la croissance(PDC). Il a laissé le candidat de Pitit Dessalines au Profit de Jovenel Moise par une volonté d'être excessivement un acteur politique gouvernemental.